# Gérard Roucariès
Gérard Roucariès (Ribesaltes, Rosselló, 13 d'agost de 1932 - 19 d'agost de 2009) fou un jugador de rugbi a 15 nord-català. Va jugar amb la Selecció de rugbi XV de França, amb l'USAP de Perpinyà i l'Stade Toulousain com a segona línia (1.85 m per 106 kg).

## Carrera de jugador

### En club
- Fins al 1955 : Unió Esportiva Arlequins de Perpinyà
- Des de 1955 : Stade Toulousain

### En selecció
Va jugar un partit del Torneig de les Cinc Nacions el 14 de gener de 1956 contra Escòcia

## Palmarès
- Campió de França en 1955
- Guanyador del Challenge Yves du Manoir en 1955